# Neferkare Chendu
Neferkare Chendu (Nefer-ka-Re Chendu) war ein altägyptischer König (Pharao) der 8. Dynastie (Erste Zwischenzeit). Er ist nur aus der Königsliste im Totentempel von Sethos I. in Abydos (Nr. 45) bekannt. Die dort verzeichnete Kartusche darf als Thron- und Eigenname verstanden werden.